# Juha
Juha je pretežno tekoča jed, ki jo pripravljamo s kuhanjem mesa, zelenjave in drugih živil v vodi. V sodobni prehrani namesto juhe dajemo prednost zelenjavnim in sadnim solatam, saj s tem ohranimo več koristnih sestavin.
Poznamo več vrst kuhanih juh:
- čiste juhe; skuhane iz govedine, svinjine, perutnine, rib in zelenjave. Mesne juhe vsebujejo približno 3% mesnih snovi, največ klejevine in manj beljakovin, razen kokošje juhe, ki vsebuje več beljakovin in hrustančevine in jo svetujejo pri notranjih krvavitvah (po porodu ipd.)
- goste juhe, ki jih nadalje delimo na:
  - vezane juhe; sestavljene iz več sestavin, ki jih nato veže prežganje, bešamel, legir ipd. Predstavniki: prežganka, zelenjavne in ragu juhe.
  - pretlačene/kremne juhe; pripravljamo iz stročnic, zelenjave, drobovine ipd. Te juhe so zelo nasitne. Zgostimo jih s podmetom, naribanim krompirjem, škrobno moko, bešamelom in prežganjem.
  - sluzaste juhe; uporabne ob dietah. Ješprenj, riž ali ovsene kosmiče kuhamo samo z vodo in na koncu dodamo maslo in peteršilj/drobnjak.[1]

Z medkulturno izmenjavo in dosegljivostjo sestavin se uveljavljajo tudi hladne juhe, ki so primerne za toplejše obdobje leta. Teh juh običajno ne kuhamo, temveč sestavine le na drobno zmeljemo.
Juhe so podobne enolončnicam, in tako v nekaterih primerih ni jasne razlike med enimi in drugimi. Na splošno pa lahko trdimo, da so juhe bolj tekoče od enolončnic. 

## Priprava in uživanje
Med kuhanjem voda izvleče iz živil hranilne in aromatične snovi, ki nato ob uživanju pospešujejo tek. Zato juho običajno strežemo ob začetku obroka, lahko pa tudi kot samostojno jed.